# World Athletics Relays
World Athletics Relays, som hette IAAF World Relays fram till 2019, är en internationell mästerskapstävling som anordnas vanligtvis udda år av Internationella friidrottsförbundet World Athletics där lag från hela världen tävlar i stafettgrenar, av vilka några inte ingår i det vanliga olympiska programmet. Från början var det tänkt som ett årligt evenemang, men det bestämdes senare att det skulle äga rum vartannat år, på samma sätt som världsmästerskapen i friidrott, som det fungerar som kvalificering till.

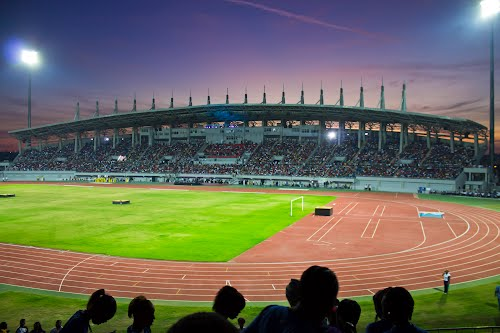
Thomas Robinson Stadium i Nassau, Bahamas som var värd för de tre första upplagorna av tävlingen.

De tre första upplagorna ägde rum i Nassau, Bahamas på Thomas Robinson Stadium 2014, 2015 och 2017. Tävlingsformatet för den första upplagan inkluderade 4 × 100 meter stafett, 4 × 200 meter stafett, 4 × 400 meter stafett, 4 × 800 meter stafett och 4 × 1500 meter stafett. Den första upplagan hade en prispott på 1,4 miljoner dollar.
Från och med den andra upplagan ersattes 4 × 1500 meter stafett av blandade distanser stafett (eng: distance medley relay). Detta blev dock kortvarigt och det ersattes i sin tur av en könsblandad mixstafett på 4 × 400 meter för den tredje upplagan.  År 2019 lades 2 × 2 × 400 meter stafett (två personer springer distansen två gånger) och häckstafett (eng: shuttle hurdles relay) till i mixklassen.
2023-års World Athletics Relays flyttades fram till 2024 och  fungerade som kvalificering till stafettgrenar i de olympiska sommarspelen 2024. Tävlingen bestod bara av fem grenar.

## Evenemang
| År   | Stad      | Land    | Datum       | Plats                          | Antal grenar | Antal länder | Antal idrottare | Flest medaljer |
| ---- | --------- | ------- | ----------- | ------------------------------ | ------------ | ------------ | --------------- | -------------- |
| 2014 | Nassau    | Bahamas | 24–25 maj   | Thomas Robinson Stadium        | 10           | 41           | 470             | USA            |
| 2015 | Nassau    | Bahamas | 2–3 maj     | Thomas Robinson Stadium        | 10           | 42           | 584             | USA            |
| 2017 | Nassau    | Bahamas | 22–23 april | Thomas Robinson Stadium        | 9            | 35           | 419             | USA            |
| 2019 | Yokohama  | Japan   | 11–12 maj   | Yokohama International Stadium | 9            | 43           | 529             | USA            |
| 2021 | Chorzów   | Polen   | 1–2 maj     | Silesian Stadium               | 9            | 37           | 689             | Italien        |
| 2024 | Nassau    | Bahamas | 4–5 maj     | Thomas Robinson Stadium        | 5            | 52           | 893             | USA            |
| 2025 | Guangzhou | Kina    | 10–11 maj   | Aoti Main Stadium              |              |              |                 |                |

## Grenar
| Gren                       | Genus  | 2014 | 2015 | 2017 | 2019 | 2021 | 2024 |
| -------------------------- | ------ | ---- | ---- | ---- | ---- | ---- | ---- |
| 4 x 100 meter stafett      | Herrar | ✓    | ✓    | ✓    | ✓    | ✓    | ✓    |
| 4 x 100 meter stafett      | Damer  | ✓    | ✓    | ✓    | ✓    | ✓    | ✓    |
| Häckstafett                | Mix    | ✗    | ✗    | ✗    | ✓    | ✓    | ✗    |
| 4 x 200 meter stafett      | Herrar | ✓    | ✓    | ✓    | ✓    | ✓    | ✗    |
| 4 x 200 meter stafett      | Damer  | ✓    | ✓    | ✓    | ✓    | ✓    | ✗    |
| 4 x 400 meter stafett      | Herrar | ✓    | ✓    | ✓    | ✓    | ✓    | ✓    |
| 4 x 400 meter stafett      | Mix    | ✗    | ✗    | ✓    | ✓    | ✓    | ✓    |
| 4 x 400 meter stafett      | Damer  | ✓    | ✓    | ✓    | ✓    | ✓    | ✓    |
| 2 × 2 × 400 meter stafett  | Mix    | ✗    | ✗    | ✗    | ✓    | ✓    | ✗    |
| 4 × 800 meter stafett      | Herrar | ✓    | ✓    | ✓    | ✗    | ✗    | ✗    |
| 4 × 800 meter stafett      | Damer  | ✓    | ✓    | ✓    | ✗    | ✗    | ✗    |
| Blandade distanser stafett | Herrar | ✗    | ✓    | ✗    | ✗    | ✗    | ✗    |
| Blandade distanser stafett | Damer  | ✗    | ✓    | ✗    | ✗    | ✗    | ✗    |
| 4 × 1500 meter stafett     | Herrar | ✓    | ✗    | ✗    | ✗    | ✗    | ✗    |
| 4 × 1500 meter stafett     | Damer  | ✓    | ✗    | ✗    | ✗    | ✗    | ✗    |

## Medaljtabell
Uppdaterad: Maj 2024
| Placering | Nation                  | Guld | Silver | Brons | Totalt |
| --------- | ----------------------- | ---- | ------ | ----- | ------ |
| 1         | USA                     | 26   | 7      | 2     | 35     |
| 2         | Jamaica                 | 5    | 8      | 6     | 19     |
| 3         | Polen                   | 3    | 8      | 1     | 12     |
| 4         | Kenya                   | 3    | 6      | 2     | 11     |
| 5         | Tyskland                | 3    | 1      | 4     | 8      |
| 6         | Italien                 | 3    | 0      | 1     | 4      |
| 7         | Frankrike               | 1    | 2      | 2     | 5      |
| 8         | Kanada                  | 1    | 2      | 1     | 4      |
| 9         | Bahamas                 | 1    | 2      | 0     | 3      |
| 10        | Trinidad och Tobago     | 1    | 1      | 2     | 4      |
| 11        | Botswana                | 1    | 1      | 1     | 3      |
| 12        | Nederländerna           | 1    | 1      | 1     | 3      |
| 13        | Brasilien               | 1    | 1      | 0     | 2      |
| 14        | Nigeria                 | 1    | 0      | 1     | 2      |
| 15        | Kuba                    | 1    | 0      | 0     | 1      |
| 16        | Japan                   | 0    | 3      | 2     | 5      |
| 17        | Sydafrika               | 0    | 2      | 0     | 2      |
| 18        | Australien              | 0    | 1      | 6     | 7      |
| 19        | Storbritannien          | 0    | 1      | 6     | 7      |
| 20        | Kina                    | 0    | 1      | 2     | 3      |
| 21        | Irland                  | 0    | 1      | 1     | 2      |
| 22        | Barbados                | 0    | 1      | 0     | 1      |
| 23        | Belarus                 | 0    | 1      | 0     | 1      |
| 24        | Saint Kitts och Nevis   | 0    | 1      | 0     | 1      |
| 25        | Belgien                 | 0    | 0      | 3     | 3      |
| 26        | Danmark                 | 0    | 0      | 1     | 1      |
| 27        | Dominikanska republiken | 0    | 0      | 1     | 1      |
| 28        | Ecuador                 | 0    | 0      | 1     | 1      |
| 29        | Etiopien                | 0    | 0      | 1     | 1      |
| 30        | Portugal                | 0    | 0      | 1     | 1      |
| 31        | Ryssland                | 0    | 0      | 1     | 1      |
| 32        | Slovenien               | 0    | 0      | 1     | 1      |